# Hafengeburtstag

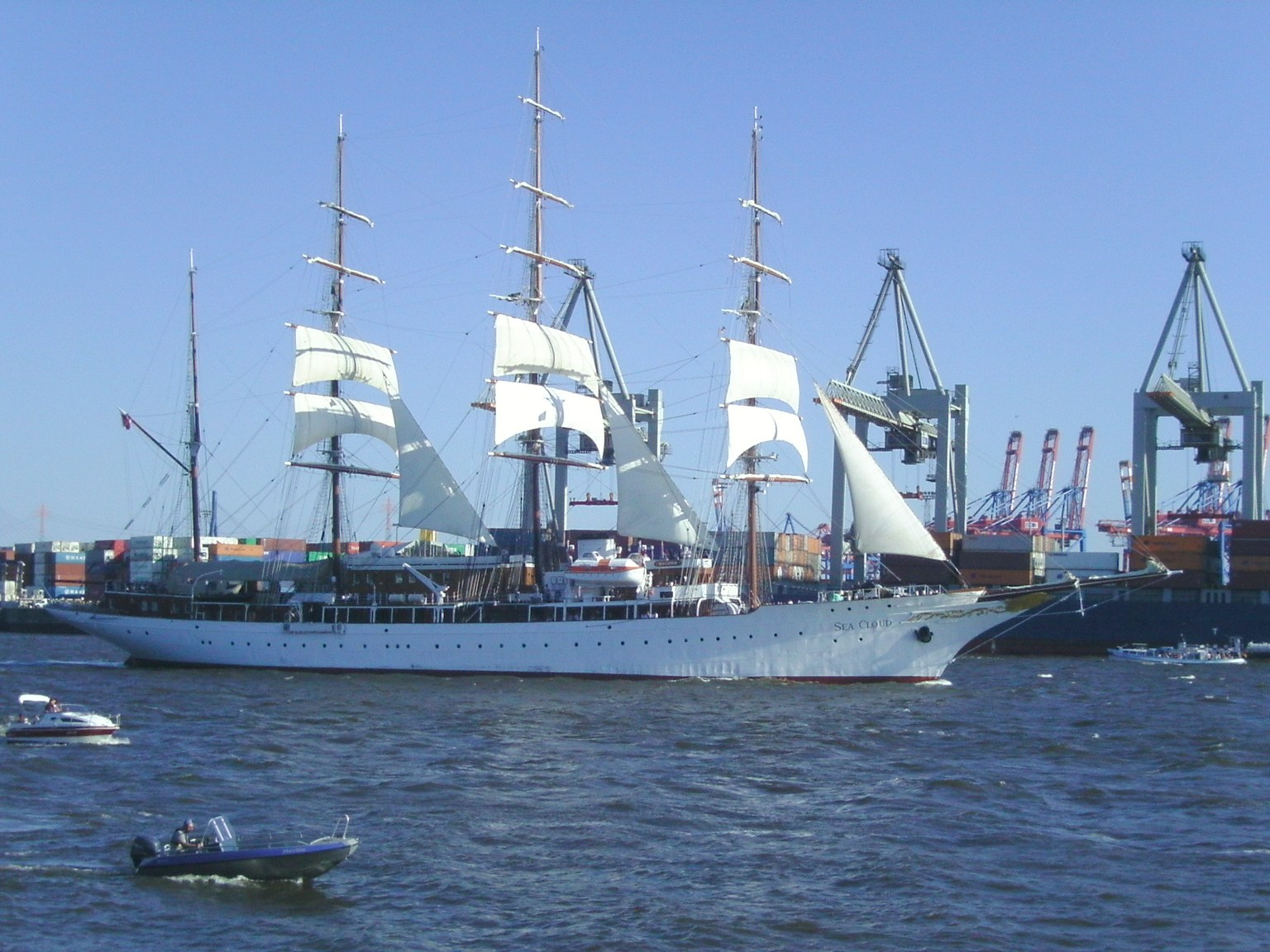
El Sea Cloud en Hamburgo, Hafengeburtstag 2011

Hafengeburtstag (en español: Aniversario del Puerto) es un Volksfest, festival y feria anual de Hamburgo, Alemania. La fiesta se celebra durante el primer fin de semana de mayo, conmemorando la fecha de fundación del puerto de Hamburgo, el 7 de mayo de 1189. Aunque la fiesta tiene sus raíces en el siglo XIX, se lleva a cabo en su forma actual desde 1977.
El Hafengeburtstag, considerada la fiesta portuaria más grande del mundo, dura tres días y atrae cada año a cerca de un millón de visitantes, entre hamburgueses y turistas alemanes y extranjeros. Coincide en el tiempo con el festival Hafen Rock (Rock del Puerto), que aun siendo dos eventos paralelos suelen considerarse dos facetas de la misma fiesta. En 2019, durante la celebración de 830.º aniversario del puerto, se batió el récord con más de 1,2 millones de visitantes, muchos de ellos extranjeros que disparaban también el récord de turistas en la ciudad de Hamburgo para esas fechas del año.

## Contexto histórico
Los primeros registros de un puerto activo en Hamburgo datan del año 830, en la diócesis de Hamburgo, aunque por aquel entonces se encontraba a orillas del Alster.
Se cuenta que el 7 de mayo de 1189, el emperador Federico Barbarroja emitió a los ciudadanos de Hamburgo, por primera vez en la historia del Imperio, una licencia para el envío libre de impuestos de mercancías, en su caso a través del Elba —desde el centro de la ciudad hacia el mar del Norte—. Aquello significaba una ventaja importante en tiempos en que la imposición sobre bienes y su despacho constituía una fuente de ingresos importante para las autoridades, y serviría como preámbulo para los pactos de la futura Liga Hanseática. También influiría en la importancia del puerto de Hamburgo, actualmente el más grande de Alemania y de los más importantes del mundo.

Sello por el 800º aniversario del Puerto de Hamburgo, edición especial (1989)

Sin embargo, el documento del que se dispone en la actualidad no es la licencia original sino una copia de 1265 (es decir, un siglo después), de la que no se desprende con toda claridad la autoría de Barbarroja, ya que tanto el lugar de su firma (Neuenburg) como el sello que lleva (y que se supone copia del original) no coinciden con el Káiser, quien en la fecha de la firma de dicho documento se encontraba en Ratisbona preparándose para la tercera cruzada (de la que nunca volvería). El sello imperial en la licencia tampoco le corresponde, sino a su nieto, el emperador Federico II Hohenstaufen.
Aun así, desde 1977 los hamburgueses celebran el aniversario de su puerto alrededor del 7 de mayo de cada año, coincidiendo con el primer fin de semana del mes.

## Actividades
El Hafengeburtstag es ante todo un festival portuatio y fluvial, que se extiende desde la Speicherstadt hasta la playa del Elba (Elbstrand) en Övelgönne. Las calles circundantes y los paseos marítimos a orillas del Elba se llenan de puestos de comida, tiendas de atracciones para niños y adultos y cervecerías. En las aguas del Elba se reúnen cientos de barcos de distintos tipos y tamaños para participar en las regatas, y los ferries de la HVV (barcos-autobús pertenecientes al servicio de transporte de Hamburgo, líneas 61 y 62) se llenan de turistas que navegan a lo largo del río.

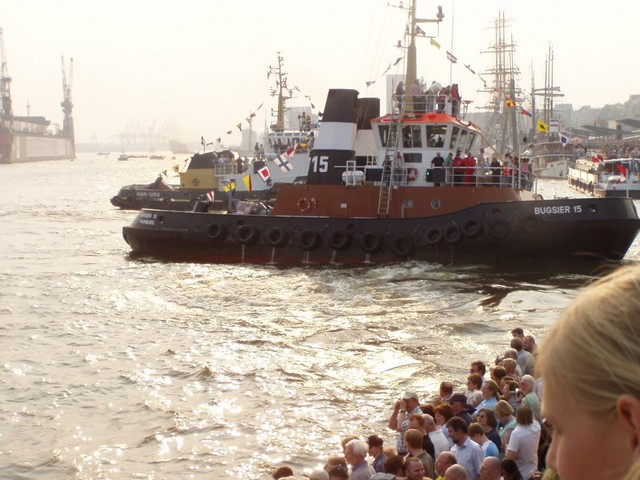
«Ballet de los remolcadores» (Schlepperballet)

Algunos de los veleros más grandes del mundo suelen asistir al evento, abriendo las celebraciones con la regata inaugural. Otros eventos famosos son la carrera de barcos dragón (Drachenbootrennen), considerada legendaria, y el conocido como «ballet de los remolcadores» (Schlepperballett). La fiesta termina el domingo al atardecer, con otra procesión en la que participan decenas de barcos. Tanto en la primera procesión como en la última, se toca el himno nacional de los países cuya bandera llevan los barcos al cruzar el umbral del puerto. En el caso de los barcos de Hamburgo, se toca el himno de la ciudad-estado de Hamburgo.
Cada año se desarrolla un programa particular de eventos y actividades, cuyo itinerario y horarios se incluyen en publicaciones que se reparten por toda la ciudad. Los espectáculos pueden incluir presentaciones y simulacros de operaciones de las unidades de rescate marino, policía portuaria y misiones conjuntas, con el apoyo de embarcaciones de rescate y de bomberos, helicópteros y unidades de intervención. En ocasiones también se organizan exhibiciones acrobáticas sobrevolando el Elba.
Desde 1997, el sábado por la tarde se lleva a cabo un gran espectáculo pirotécnico.

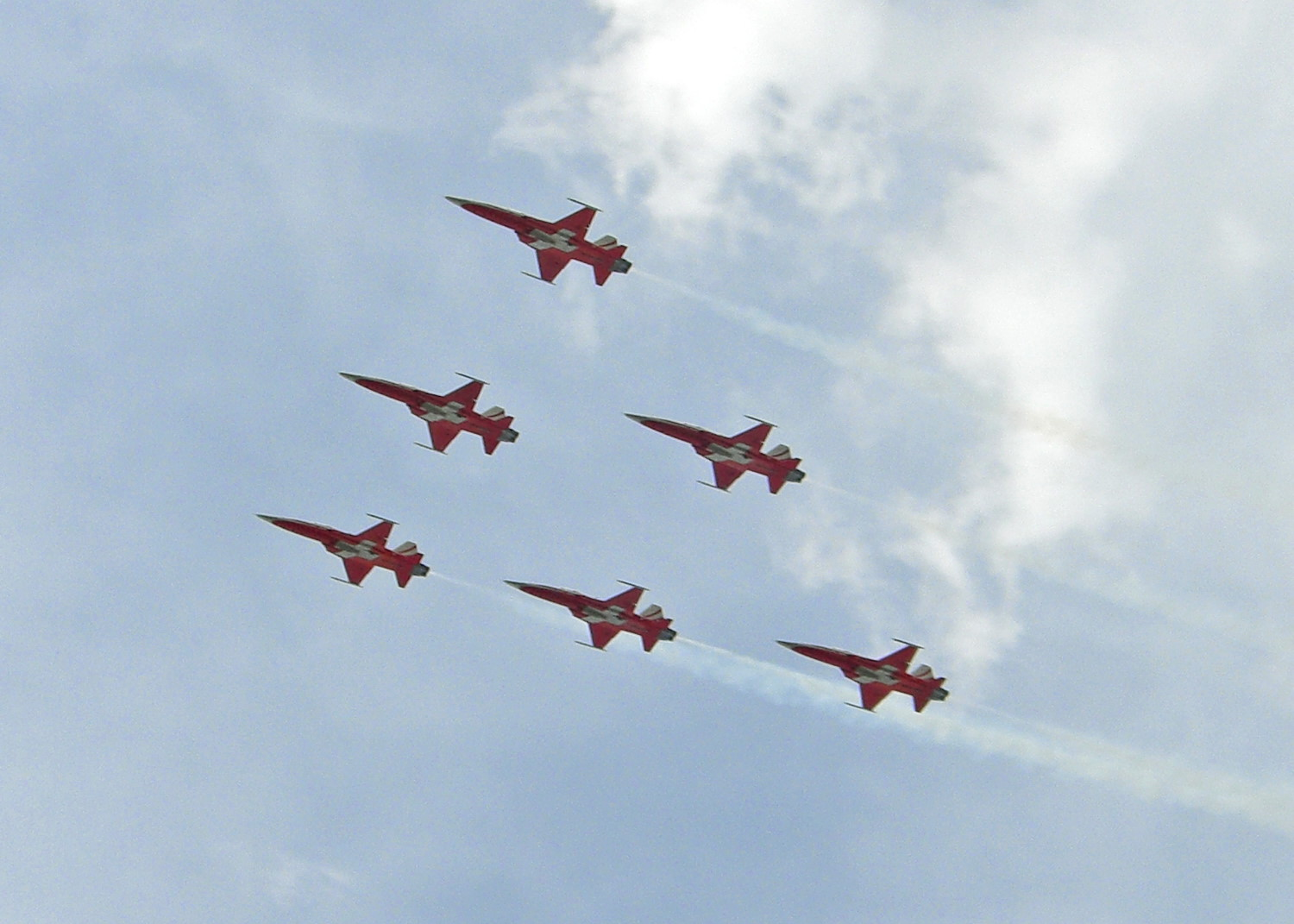
La patrulla suiza sobrevolando el puerto de Hamburgo, mayo de 2009

### Eventos particulares
Desde el desastre de Ramstein en 1988 se prohibieron las exhibiciones de vuelo en fiestas por toda Alemania, limitándose estas a la ILA de Berlín. En 2009 fue aprobada por primera vez una exhibición al margen de la ILA, concretamente para las celebraciones del 820º aniversario del puerto de Hamburgo. El honor recayó en la Patrouille Suisse, aunque debido a quejas de la población local por los vuelos de baja altitud, la exhibición tuvo que adaptarse reduciendo el número de vuelos e incrementando su altura al máximo permitido dentro de los límites de seguridad.
En 2011 participó en las regatas el Sea Cloud, el barco de pasajeros marítimo más antiguo del mundo aún activo.
En 2016, durante el 827.º aniversario del puerto de Hamburgo, fue botado el crucero japonés AIDAprima. Aquella tarde un gran incendio en la zona industrial de Veddel causó una extensa y muy visible nube de humo negro que avanzaba por el Elba, pero finalmente el evento se pudo concluir sin incidentes.

### Actualidad
Debido a la pandemia de COVID-19, el Hafengeburtstag no se celebró en 2020 y solo se celebró simbólicamente en 2021.